# Цикль, Мартин
Мартин Цикль (чеш. Martin Cikl; род. 17 августа 1987, Варнсдорф, Чехословакия) — известный чешский прыгун с трамплина, участник Олимпийских игр в Ванкувере.
В Кубке мира Цикль дебютировал в ноябре 2007 года, тогда же впервые попал в десятку лучших на этапе Кубка мира, в командных соревнованиях. Всего на сегодняшний момент имеет 6 попаданий в десятку лучших на этапах Кубка мира, 1 в личных и 5 в командных соревнованиях. Лучшим результатом Цикля в итоговом общем зачёте Кубка мира является 41-е место в сезоне 2007—2008.
На Олимпиаде-2010 в Ванкувере стал 41-м на большом трамплине.
За свою карьеру в чемпионатах мира участия пока не принимал.
Использует лыжи производства фирмы «Fischer».